# Especialidade láctea
Especialidade láctea é um alimento, muito parecido com o requeijão, só que, diferente deste, possui gorduras vegetais em sua composição.